# Matériel roulant de la STIB

Logo de la STIB

Liste du matériel roulant de la Société des transports intercommunaux de Bruxelles (STIB).
Cette page regroupe le matériel qui est utilisé ou qui a été utilisé par la STIB depuis sa création en 1954. Elle ne comprend pas le matériel des societés qui l'ont précédées (Les TB, par exemple).

## Métro[1]
Le réseau de métro de Bruxelles comporte 3 types de rames :
- MX (rames de M1 à M5, elles comportent de légères différences mais sont assez semblables)
- M6 (rames "BOA")
- M7

| Illustration | Type      | Construction | Introduction | Longueur | Nombre            | Numéro de parc       | Constructeur | Commentaire |
| ------------ | --------- | ------------ | ------------ | -------- | ----------------- | -------------------- | --- | --- |
|              | M1        | 1974-1976    | 1976         | 18m      | 60                | 101-162              | BN/ACEC | |
| M2           | 1976      | 1976         | 30           | 18m      | 165-194           | BN/ACEC              | | |
| M3           | 1980-1990 |              | 70           | 18m      | 201-270           | BN/ACEC              | | |
| M4           |           |              | 65           | 18m      | 301-365           | BN/ACEC              | Appelées VIM (Voiture Intermédiaire Motorisée), les M4 sont des rames sans poste de conduite. Elle seront également les dernières rames construites par les ACEC et la BN avant leur rachat respectif par alstom | |
| M5           | 1999-2000 |              | 25           | 18m      | 401-420 / 431-439 | Bombardier Transport | Les poigniées sont remplacés par des boutons comme sur les M6, les mécanismes pneumatiques commandant l'ouverture des portes sont remplacés par des moteurs électriques                                          | |
|              | M6        | 2007-2011    | 2007         | 94m      | 21                | 601-642              | CAF | Surnomé "BOA" car ce sont les premières rames ou il est possible de se déplacer d'un bout à l'autre sans sortir. |
|              | M7        | 2019-...     | 2021         | 94m      | 43                | 701-743              | CAF | Les rames les plus modernes, elles sont toujours en construction.                                                |

Il n'y a actuellement aucune famille de rame de métro hors service.
non complet.

## Tram
| Illustration | Modèle / type  | construction | Long- ueur       | Nombre    | Numéro de parc | constructeur         | Commentaire                                                                                       |
| ------------ | -------------- | ------------ | ---------------- | --------- | -------------- | -------------------- | ------------------------------------------------------------------------------------------------- |
|              | type 3200      | Depuis 2020  | 31,74 m          | 74        |                | Alstom               |                                                                                                   |
| type 4200    | 42,97 m        | Depuis 2020  | pas encore livré |           |                | Alstom               |                                                                                                   |
|              | type 3000      | 2005-2015    | 31,85 m          | 150       |                | Bombardier Transport |                                                                                                   |
| type 4000    | 43,22 m        | 2005-2015    | 70               |           |                | Bombardier Transport |                                                                                                   |
|              | type 2000      | 1993-1995    | 22,80m           | 51        |                | ACEC/BN              |                                                                                                   |
|              | type 7900      | 1977-1978    | 27,86m           |           |                | BN                   |                                                                                                   |
|              | type 7700/7800 | 1972-1973    | 21,16m           | 126       | 7701-7799      | BN                   | Les 7800 sont à l'origine des 7500 uni-directionnelles qui ont été transformé dans les années 80. |
|              | type 7700/7800 | 1972-1973    | 21,16m           | 7800-7827 |                | BN                   | Les 7800 sont à l'origine des 7500 uni-directionnelles qui ont été transformé dans les années 80. |

non complet.
| Illustration | Modèle / type                  | Annnées de service | Long- ueur | Nombre | constructeur                  |
| ------------ | ------------------------------ | ------------------ | ---------- | ------ | ----------------------------- |
|              | type 7000/7100                 | 1951-2010          | 14,21      |        | matériel d'ocasion américain  |
|              | type 9000                      | 1951-1980          |            |        |                               |
|              | type 4000                      | 1963-1979          |            |        | atelier des tramway bruxelois |
|              | type 5000                      | 1935-1976          | 15m        |        |                               |
|              | type standard (1000/1200/1300) | 1934-1973          |            |        | atelier des tramway bruxelois |

## Bus
| Illustration | Constructeur/Modèle      | Longueur | Nombre | Service   | num de parc     | motorisation           | Commentaire                                                                                |
| ------------ | ------------------------ | -------- | ------ | --------- | --------------- | ---------------------- | ------------------------------------------------------------------------------------------ |
|              | Mercedes-Benz eCitaro    | 12m      | 0/36   |           | 1201-1236       | Entièrement électrique | Pas encore livrés                                                                          |
|              | Mercedes-Benz eCitaro G  | 18m      | ?/70   | 2025      | 1601-1670       | Entièrement électrique | Livraison toujours en cours                                                                |
|              | Iveco Urbanway           | 18m      | 65     | 2019      | 8961, 9301-9364 | Hybride au démarrage   | Des 12m ont été testés, mais la STIB a préféré les Volvo 7900h 12m. 8961 est un prototype. |
|              | Solaris Urbino IV        | 18m      | 25     | 2019      | 1501-1525       | Entièrement électrique | Véhicules spécialement commandés pour la ligne 64.                                         |
|              | Bolloré Bluebus          | 12m      | 3/5    | 2018      | 1101-1105       | Entièrement électrique | Une partie sert actuellement au service social "Includo" géré par la STIB.                 |
|              | Volvo 7900h              | 12m      | 110    | 2018      | 9401-9510       | Hybride au démarrage   | Des 18m ont été testés, mais la STIB a préféré les Iveco Urbanway 18m.                     |
| 128          | Volvo 7900h              | 12m      | 2021   | 2201-2228 |                 | Hybride au démarrage   | Des 18m ont été testés, mais la STIB a préféré les Iveco Urbanway 18m.                     |
|              | Solaris Urbino III       | 8.9m     | 7      | 2018      | 1001-1007       | Entièrement électrique | Véhicules spécialement commandés pour la nouvelle ligne 33.                                |
|              | Mercedes-Benz Citaro 2   | 12m      | 92/93  | 2014      | 9801-9893       |                        |                                                                                            |
|              | Mercedes-Benz Citaro G 2 | 18m      | 78/79  | 2014      | 9101-9179       |                        |                                                                                            |
|              | Vanhool New a330         | 12m      | 127    | 2005-2021 | 8101-8127       | €5 puis €6             |                                                                                            |
| 189          | Vanhool New a330         | 12m      | 2009   | 9601-9789 | €4              |                        |                                                                                            |

| Illustration | Constructeur/Modèle    | Longueur | Nombre | Service  | num de parc | motorisation | Commentaire |
| ------------ | ---------------------- | -------- | ------ | -------- | ----------- | ------------ | ----------- |
|              | Mercedes-Benz Citaro G | 18m      | 52     | ...-2025 | 9001-9052   |              |             |

## Trolleybus
Longueur : A - articulé ; Md - midibus ; Mn - minibus ; S - standard.
| Illustration | Modèle / type | Long- ueur | Nombre    | Numéros   | En service           | Hors service     | Remarques |
| ------------ | ------------- | ---------- | --------- | --------- | -------------------- | ---------------- | --------- |
|              | Type 6000     | Md         | 7         | 6001-6007 | 1954 reprise des TB. | 1964             |           |
| 17           | Type 6000     | Md         | 6008-6024 | 1964      | 1954 reprise des TB. | Et deux châssis. |           |
| 2            | Type 6000     | Md         | 6023-6024 | 1956-1957 | 1964                 |                  |           |

## Véhicules de maintenance et sécurité
Pour la maintenance et la sécurité de son réseau, la STIB utilise un grand nombre de véhicules différents. En voici une liste non exhausive:

### Dépaneuse et véhicules de maintenance
1. Mercedes-Benz Unimog (plusieurs générations en version dépanneuse, salage ou maintenance)Unimog dépannant un bus à la station Hankar

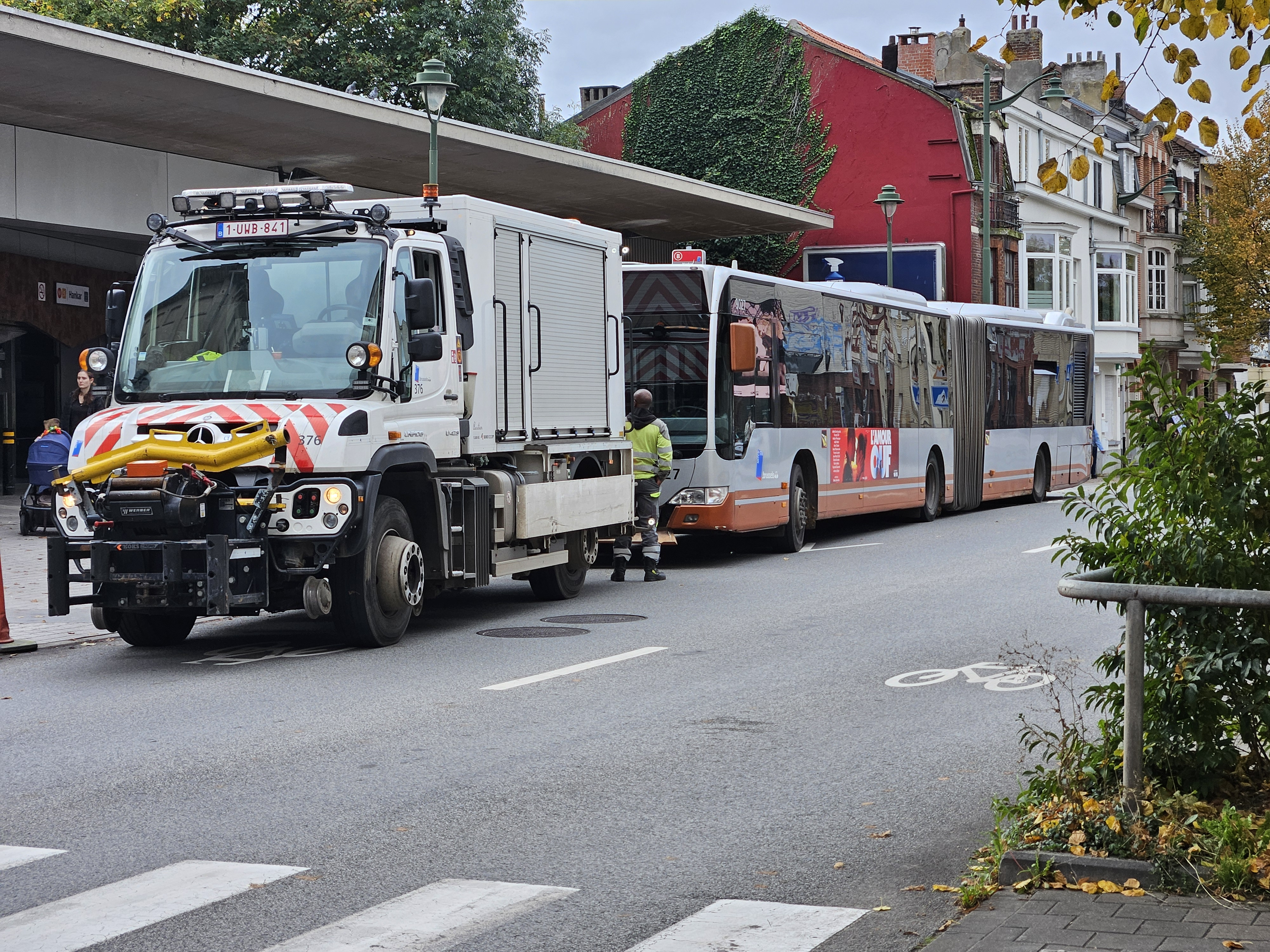
Unimog dépannant un bus à la station Hankar

2. MAN TGS (plusieurs générations en version dépanneuse, camion échelle ou maintenance)
3. Volvo FL (plusieurs générations en versions maintenance ou camion échelle)

### Sécurité et gardiennage
1. Skoda Octavia
2. Toyota Auris
3. Renault Mégane
4. Renault Kangoo
5. Ford Focus
6. Volkswagen Caddy
7. Opel Astra
8. Peugeot 308 I